# Thomas Lange
Thomas Lange (født 27. februar 1964 i Eisleben, Østtyskland) er en tysk tidligere roer og dobbelt olympisk guldvinder.

## Rokarriere
Lange blev ungdomsverdensmester for DDR i dobbeltsculler i 1980 samt i singlesculler i 1981 og 1982, og som senior blev han verdensmester i 1983 og 1985 i dobbeltsculler. Herefter skiftede han mere permanent til singlesculler, som han blev verdensmester i 1987, 1989 og 1991.
Som regerende verdensmester i singlesculler var med i favoritfeltet ved OL 1988 i Seoul, og han vandt sit indledende heat og sin semifinale sikkert. I finalen sejrede han klart i ny olympisk rekordtid, mens vesttyske Peter-Michael Kolbe fik sin tredje OL-sølvmedalje, og newzealænderen Eric Verdonk blev nummer tre.
Ved OL 1992 i Barcelona var Lange, der nu stillede op for det genforenede Tyskland, stor favorit som forsvarende olympisk mester samt verdensmester, og han vandt igen sit indledende heat og sin semifinale. Kampen om guldet kom til at stå mellem Lange og Václav Chalupa fra Tjekkoslovakiet, hvor Lange viste sig som den stærkeste og forsvarede sin OL-guldmedalje, mens Chalupa fik sølv og Kajetan Broniewski bronze.
Efter en VM-bronzemedalje i 1993 havde han ikke markeret sig så stærkt på den internationale scene og var derfor ikke blandt de helt store favoritter ved OL 1996 i Atlanta. Han vandt dog endnu en gang sit indledende heat og sin semifinale, men i finalen var schweiziske Xeno Müller klart hurtigst og vandt guld, mens Lange og canadiske Derek Porter kæmpede en hård kamp om de øvrige medaljer; den endte med, at Porter hentede sølvet med et forspring på 0,27 sekund til Lange, der fik bronze.
Lange vandt i alt tolv nationale mesterskaber i de forskellige scullertyper gennem sin karriere. Han modtog flere priser for sine præstationer, blandt andet Silbernes Lorbeerblatt. Desuden modtog han det den tyske olympiske komités fairplay-pris i 1992 for uselvisk at have ydet økonomisk støtte til estiske Jüri Jaanson, der også roede singlesculler og senere kom til at vinde OL-medaljer.

### OL-medaljer
- 1988:  Guld i singlesculler
- 1992:  Guld i singlesculler
- 1996:  Bronze i singlesculler

### VM-medaljer
- VM i roning 1983:  Guld i dobbeltsculler
- VM i roning 1985:  Guld i dobbeltsculler
- VM i roning 1987:  Guld i singlesculler
- VM i roning 1989:  Guld i singlesculler
- VM i roning 1991:  Guld i singlesculler
- VM i roning 1990:  Sølv i dobbeltsculler
- VM i roning 1993:  Bronze i singlesculler

## Privatliv og senere karriere
Langes far, Gerhard, havde en høj rang i det østtyske sikkerhedspoliti, Stasi, og han begik selvmord på dagen, hvor Berlinmuren faldt, 9. november 1989. 
Thomas Lange blev uddannet kirurg og har arbejdet på univeritetsklinikken i Ratzeburg.